# Linea Seibu Haijima
La  Linea Seibu Haijima (西武拝島線?, Seibu Haijima-sen) è una linea ferroviaria suburbana a scartamento ridotto gestita dalle Ferrovie Seibu situata nella periferia occidentale di Tokyo. La ferrovia fa parte dei servizi diretti della linea Seibu Shinjuku, e tutti i treni continuano su questa fino al capolinea Seibu Shinjuku.

## Stazioni e servizi

### Tipologie di servizio
- Locale: (L)
- Semi-Espresso (SE)
- Espresso (E)
- Haijima Liner(拝島ライナー） (HL) Solo nelle ore di punta serali e corsa di sola andata verso Haijima

Tutti i treni fermano in tutte le stazioni. Alcuni Locali e Espressi provenienti da Seibu-Shinjuku imboccano la linea Seibu Tamako a Hagiyama, diretti a Seibu-Yūenchi, e viceversa

## Stazioni
| Numero | Stazione          | Giapponese | Distanza interstazione | Distanza totale | Distanza totale   | Collegamenti                                                                     | Posizione       |
| Numero | Stazione          | Giapponese | Distanza interstazione | da Kodaira      | da Seibu-Shinjuku | Collegamenti                                                                     | Posizione       |
| ------ | ----------------- | ---------- | ---------------------- | --------------- | ----------------- | -------------------------------------------------------------------------------- | --------------- |
| SS30   | Kodaira           | 小平       | -                      | 0.0             | 22.6              | Linea Seibu Shinjuku (Servizio diretto per Seibu-Shinjuku)                       | Kodaira         |
| SS31   | Hagiyama          | 萩山       | 1.1                    | 1.1             | 23.7              | Linea Seibu Tamako (Servizio diretto limitato da Seibu-Yūenchi a Seibu-Shinjuku) | Higashimurayama |
| SS32   | Ogawa             | 小川       | 1.6                    | 2.7             | 25.3              | Linea Seibu Kokubunji                                                            | Kodaira         |
| SS33   | Higashi-Yamatoshi | 東大和市   | 3.0                    | 5.7             | 28.3              |                                                                                  | Higashiyamato   |
| SS34   | Tamagawajōsui     | 玉川上水   | 1.5                    | 7.2             | 29.8              | Monorotaia Tama Toshi                                                            | Tachikawa       |
| SS35   | Musashi-Sunagawa  | 武蔵砂川   | 2.4                    | 9.6             | 32.2              |                                                                                  | Tachikawa       |
| SS36   | Seibu-Tachikawa   | 西武立川   | 2.0                    | 11.6            | 34.2              |                                                                                  | Tachikawa       |
| SS37   | Haijima           | 拝島       | 2.7                    | 14.3            | 36.9              | Linea Ōme Linea Itsukaichi Linea Hachikō                                         | Akishima        |

## Materiale rotabile
- Serie 2000
- Serie 6000
- Serie 20000
- Serie 30000
- Serie 40000

L'elettrotreno serie 40000 è stato introdotto nel Marzo 2017 ma solo nella primavera 2018 è stato dispiegato anche sul gruppo delle linee Shinjuku. Ciò avvenne in concomitanza con l'introduzione dell'Haijima Liner, un servizio, con posti riservati, di sola andata per le ore di punta serali. L'elettrotreno, come alcuni Tobu serie 50000, utilizza sedili rotanti, in grado di passare tra la disposizione longitudinale a quella trasversale